# Hanna Marcussen

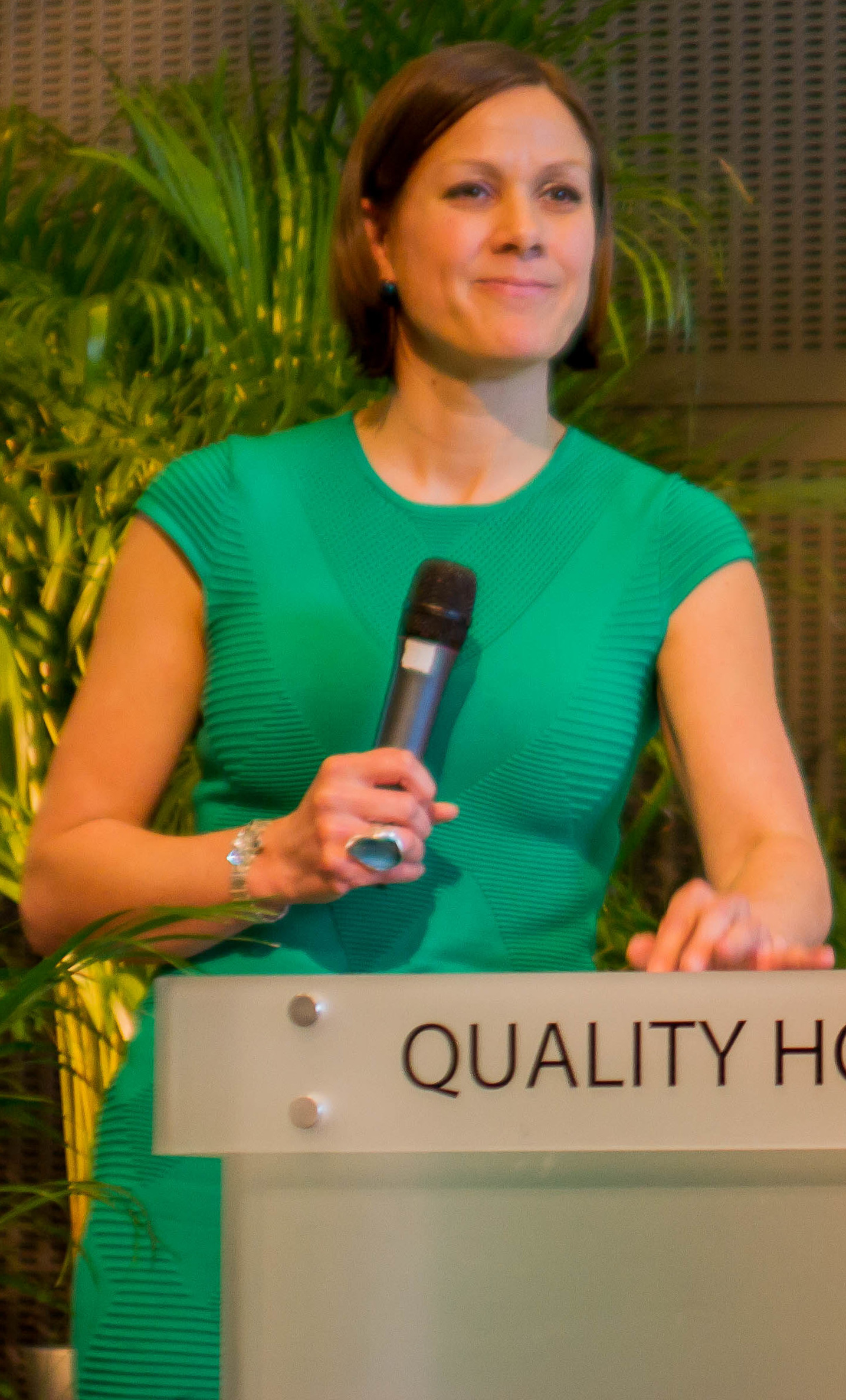
Hanna Marcussen, 2016

Hanna Elise Marcussen (* 4. September 1977) ist eine norwegische Politikerin der Miljøpartiet De Grønne (MDG). Von Oktober 2015 bis Oktober 2023 war sie Mitglied im Byråd von Oslo, wo sie für Stadtentwicklung zuständig war.

## Leben
Marcussen wuchs auf der Insel Sandøya in der Kommune Tvedestrand auf. Sie studierte von 2002 bis 2009 Ur- und Frühgeschichte an der Universität Oslo und schloss mit dem Master ab.

### Nationale Sprecherin der MDG
Von 2008 bis 2014 war sie die nationale Sprecherin ihrer Partei. Bei der Parlamentswahl 2009 war sie Spitzenkandidatin ihrer Partei für den Wahlkreis Oslo, ihre Partei zog allerdings nicht in das Parlament Storting ein. Von 2014 bis 2015 arbeitete sie als Managerin bei der Umweltberatung Bergfald Miljørådgivere.

### Byråd in Oslo
Nach den Kommunalwahlen im Herbst 2015 wurde sie Mitglied in der Stadtregierung Oslos, des Osloer Byråds. Ihr Zuständigkeitsbereich umfasst die Gebiete Stadtentwicklung, Stadtplanung, Bauregulierungen und Entwicklungsprojekte. Den Posten behielt sie auch nach der Kommunalwahl im September 2019. Als Lan Marie Nguyen Berg Ende 2019 längere Zeit krankgemeldet war, übernahm Marcussen zudem kommissarisch deren Bereich Umwelt und Verkehr. Bei der Neubildung des Byråds unter Raymond Johansen im Juni 2021 behielt sie ihren Posten als Byråd für Stadtentwicklung.
Über ihre Geschwister galt Marcussen als in einigen Zuständigkeitsbereichen befangen. Nach einem im August 2020 veröffentlichten externen Bericht wurden bei einer ihr unterstellten Behörde dadurch, dass die Befangenheit erst nachträglich festgestellt wurde, zwei Beschlüssen der Behörde ungültig. Nach der Kommunalwahl 2023 verlor die Koalition unter Raymond Johansen die Mehrheit und Marcussen schied im Oktober 2023 aus dem Byråd aus.

## Positionen
Marcussen selbst erklärte, dass sie von einer Gegnerin zu einer Befürworterin eines EU-Beitritts Norwegens wurde. Sie begründete das damit, dass die Europäische Union eine funktionierende Umweltpolitik habe und eine Treibkraft für strengere Regeln sei. Im Oktober 2019 wurde sie Teil des Vorstandes der pro-europäischen Organisation Europabevegelsen i Norge.